# Brühlervorstadt
Brühlervorstadt, Erfurt-Brühlervorstadt – dzielnica miasta Erfurt w Niemczech, w kraju związkowym Turyngia. 